# Franz Ludwig Jenner

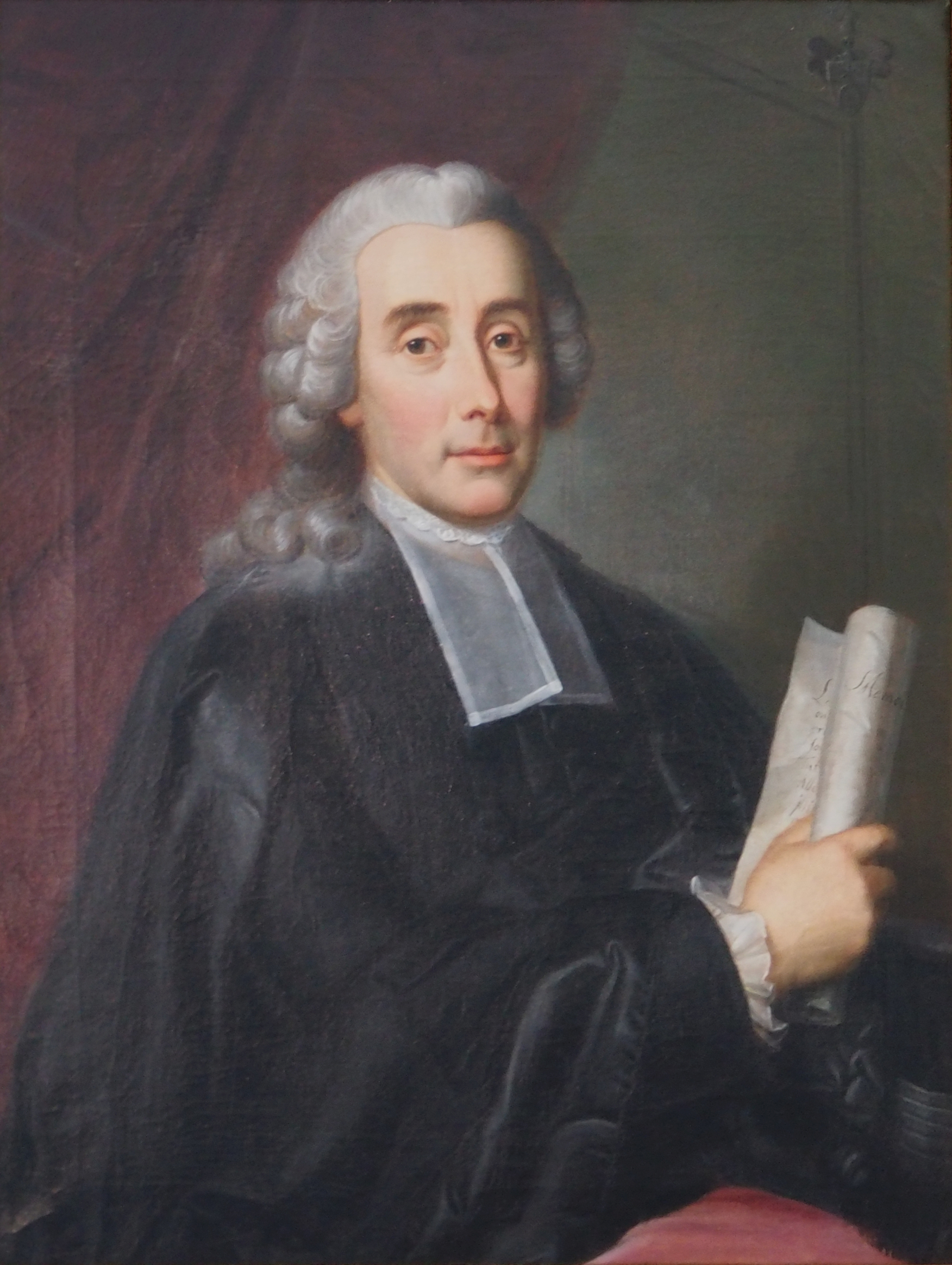
Franz Ludwig Jenner, Porträt von Jakob Emanuel Handmann (zugeschrieben, um 1771)

Franz Ludwig Jenner (* 9. November 1725 in Bern; † 28. Juli 1804 ebenda; Bürger von Bern) war ein Schweizer Magistrat.

## Leben
Franz Ludwig Jenner wurde als Sohn des Goldschmieds Carl Jenner und der Elisabeth Meley geboren. Er studierte Jurisprudenz in Göttingen, von wo aus er mit Isaak Iselin korrespondierte. Durch Vermittlung Johann Georg Zimmermanns verheiratete er sich 1753 in Bätterkinden mit Marianne Haller, Tochter Albrecht von Hallers. Die beiden hatten zusammen drei Kinder: Marianne, Karl Samuel und Gottlieb Abraham Jenner. Im Jahr 1754 wurde er Bibliothekar der städtischen Bibliothek und gelangte 1755 in den Grossen Rat. Im folgenden Jahr wurde er Assessor der Welschen Appellationskammer, 1758 bestimmte ihn das Los zum Landvogt nach Nidau. 1776 wurde er Mitglied des Kleinen Rats, 1779 Böspfenniger und schliesslich 1788 Venner. Er besass ein Landgut in Gampelen.